# Fronte di Liberazione Nazionale (Algeria)
Il Fronte di Liberazione Nazionale (in francese Front de libération nationale - FLN; in arabo جبهة التحرير الوطني‎?, Jabhat al-Taḥrīr al-Waṭani) è un partito politico algerino.

## Storia
Nacque il 1º novembre 1954 dalla fusione di altri gruppi più piccoli per conseguire l'indipendenza dell'Algeria dalla Francia.

### Guerra d'Algeria
Il FLN si presenta come l'erede del movimento rivoluzionario che diresse la guerra d'indipendenza contro la Francia, nato dal Comitato Rivoluzionario di Unità e Azione (CRUA), una emanazione dell'opposizione clandestina e della rete paramilitare che continuava la tradizione nazionalista del Partito del Popolo algerino (PPA).
Il CRUA lavorò fin subito alla unione dei movimenti nazionalisti che si battevano contro la Francia per fare fronte comune nella lotta. Per il 1956 – due anni dopo lo scoppio delle ostilità – quasi tutte le organizzazioni nazionaliste si erano riunite intorno all'FLN che era divenuto il gruppo principale sia cooptando sia controllando con la forza organizzazioni più piccole. Il gruppo principale a rimanere fuori dall'FLN era il Mouvement national algérien (MNA) di Messali Hajj. A quel punto l'FLN si riorganizzò come governo provvisorio costituito da un esecutivo di cinque persone ed un'assemblea legislativa.
L'ala armata dell'FLN era l'Armée de Libération nationale (ALN) costituita da due componenti: unità di guerriglia operanti non solo in Algeria ma anche in Francia (dov'era in competizione con i seguaci di Messali per il controllo sulle comunità di espatriati nella cosiddetta "café wars") oltre a reparti organizzati come in un esercito tradizionale. Questi ultimi reparti avevano le loro basi operative nei vicini paesi arabi (soprattutto ad Oujda in Marocco) e, sebbene si infiltrassero attraverso i confini per portare armi e rifornimenti, furono molto meno impegnati in combattimento delle forze di guerriglia. Successivamente queste unità, sotto la guida del Colonnello Houari Boumédiène avrebbero assunto un ruolo sempre più importante di opposizione alla guida politica del governo in esilio dell'FLN, il GPRA, giungendo a dominare la scena politica algerina.

### L'indipendenza algerina ed il colpo di Stato
Guidò così la resistenza fino al termine del conflitto algerino nel 1962.
Dopo i colpi di Stato che all'indomani dell'indipendenza posero il Paese nelle mani dei militari, il FLN continuò ad esistere come partito unico (fino al 1989 non vennero legalizzati altri partiti) e rapidamente si svuotò della carica rivoluzionaria originaria, divenendo un centro di gestione del potere, identificato dalla popolazione come simbolo della corruzione e dell'inefficienza della classe dirigente.

## Leader
- Houari Boumédiène (19 giugno 1965 - 27 dicembre 1978)
- Chadli Bendjedid (9 febbraio 1979 - 11 gennaio 1992)
- Abdelaziz Bouteflika (15 aprile 1999 - 2 aprile 2019)

## Risultati elettorali
| Elezione          | Voti      | %     | Seggi     |
| ----------------- | --------- | ----- | --------- |
| Parlamentari 1991 | 1.613.507 |       | 15 / 231  |
| Parlamentari 1997 | 1.497.285 | 14,26 | 64 / 380  |
| Parlamentari 2002 | 2.638.345 | 35,55 | 199 / 389 |
| Parlamentari 2007 | 1.314.494 | 22,95 | 136 / 389 |
| Parlamentari 2012 | 1.324.363 | 17,35 | 221 / 462 |
| Parlamentari 2017 | 1.655.040 | 25,67 | 161 / 462 |